# 龍郷町立龍南中学校
龍郷町立龍南中学校（たつごうちょうりつ りゅうなんちゅうがっこう）は、鹿児島県大島郡龍郷町にある町立中学校。奄美大島に所在する。
2006年（平成18年）5月1日時点の生徒数は144名であり、各学年2学級だった。